# Venus (planeta)
Venus es el segundo planeta del sistema solar en orden de proximidad al Sol y el tercero más pequeño después de Mercurio y Marte. Al igual que Mercurio, carece de satélites naturales. Recibe su nombre en honor a Venus, la diosa romana del amor (en la Antigua Grecia, Afrodita). Al ser el segundo objeto natural más brillante después de la Luna, puede ser visto en un cielo nocturno despejado a simple vista. Aparece al despuntar el día y al atardecer. Debido a las distancias de las órbitas de Venus y la Tierra desde el Sol, Venus nunca es visible más de tres horas antes del amanecer o tres horas después del ocaso.
Se trata de un planeta interior de tipo rocoso y terrestre, llamado con frecuencia el planeta hermano de la Tierra, ya que ambos son similares en cuanto a tamaño, masa y composición, aunque totalmente diferentes en cuestiones térmicas y atmosféricas (la temperatura media de Venus es de 463.85 °C). Su órbita es una elipse con una excentricidad de menos del 1 %, formando la órbita más circular de todos los planetas; apenas supera la de Neptuno. Su presión atmosférica es 90 veces superior a la terrestre; es, por lo tanto, la mayor presión atmosférica de todos los planetas rocosos del sistema solar. Es de color amarillento debido a su atmósfera, que está compuesta en su mayoría por dióxido de carbono (CO2), ácido sulfhídrico (H2S) y nitrógeno (N2).
Pese a situarse más lejos del Sol que Mercurio, Venus posee la atmósfera más caliente del sistema solar; esto se debe a que está principalmente compuesta por gases de efecto invernadero, como el dióxido de carbono, atrapando mucho más calor del Sol. Actualmente carece de agua líquida y sus condiciones en superficie se consideran incompatibles con la vida conocida, aunque en descubrimientos recientes se ha encontrado fosfina en su superficie nebular, una molécula que en la Tierra es generada por microbios, lo que da indicios de una posible existencia de vida. No obstante, el Instituto Goddard de Estudios Espaciales de la NASA y otros han postulado que en el pasado Venus pudo tener océanos con tanta agua como el terrestre y reunir condiciones de habitabilidad planetaria.
Este planeta además posee el día más largo del sistema solar —243 días terrestres—, su movimiento es dextrógiro, es decir, gira en el sentido de las manecillas del reloj, contrario al movimiento de los otros planetas. Por ello, en un día venusiano el Sol sale por el oeste y se pone por el este. Sus nubes, sin embargo, pueden dar la vuelta al planeta en cuatro días terrestres. De hecho, previamente a estudiarlo con naves no tripuladas en su superficie o con radares, se pensaba que el período de rotación de Venus era de unos cuatro días terrestres.
Al encontrarse Venus más cercano al Sol que la Tierra, siempre se puede encontrar en las inmediaciones del Sol (su mayor elongación es de 47.8°), por lo que desde la Tierra se puede ver solo durante unas pocas horas antes del orto (salida del Sol) en unos determinados meses del año; también durante unas pocas horas después del ocaso (puesta del Sol) en el resto del año. A pesar de ello, cuando Venus es más brillante puede ser visto durante el día, siendo uno de los tres únicos cuerpos celestes que pueden ser vistos de día a simple vista además de la Luna y el Sol. Conocido como la estrella de la mañana («lucero del alba») o de la tarde («lucero vespertino»), cuando es visible en el cielo nocturno es el segundo objeto más brillante del firmamento tras la Luna, por lo que Venus debió ser ya conocido desde los tiempos prehistóricos.
La mayoría de las antiguas civilizaciones conocían los movimientos en el cielo de Venus, por lo que adquirió importancia en casi todas las interpretaciones astrológicas del movimiento planetario. En particular, la civilización maya elaboró un calendario religioso basado en los ciclos astronómicos, incluidos los ciclos de Venus. El símbolo del planeta Venus es una representación estilizada del espejo de la diosa Venus: un círculo con una pequeña cruz debajo, utilizado también hoy para denotar el sexo femenino.

## Características orbitales

### Órbita

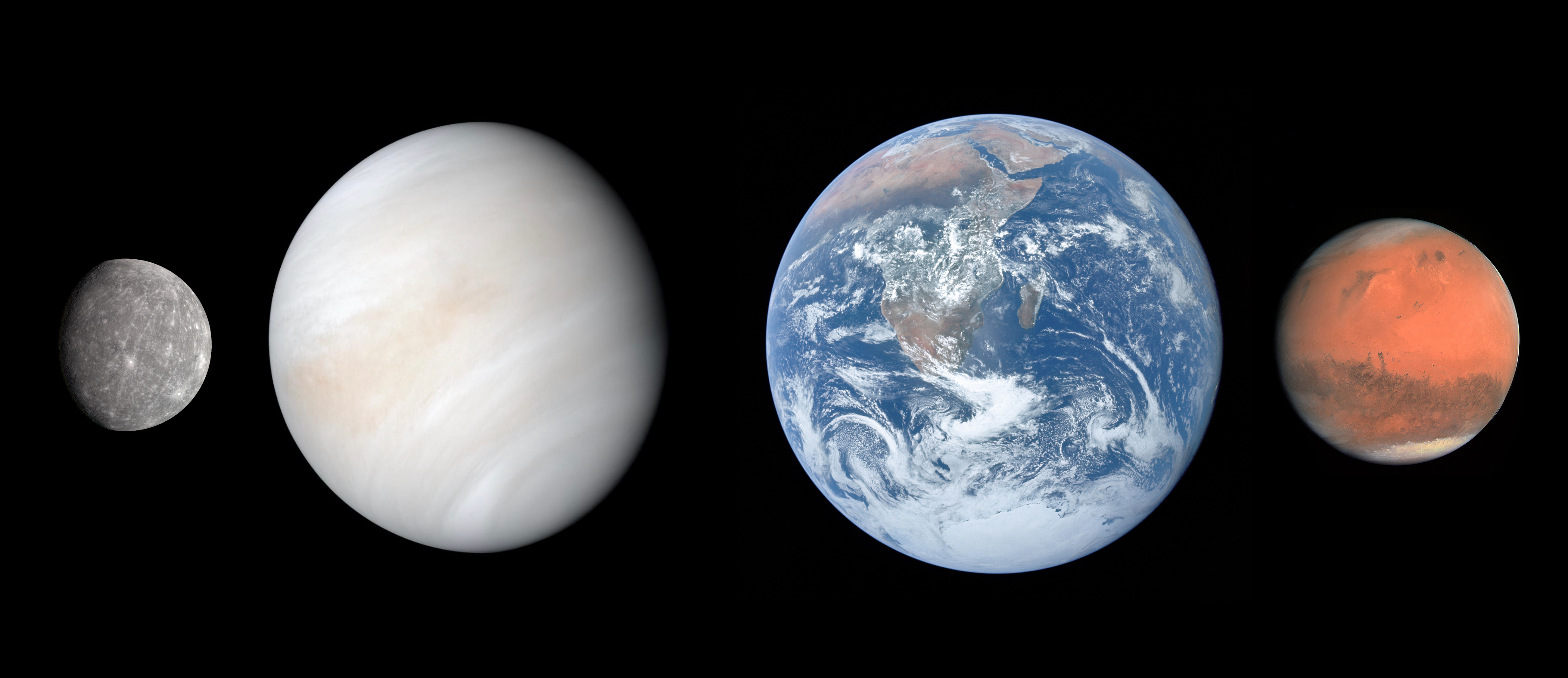
Venus a escala entre los planetas terrestres del sistema solar, que están ordenados por el orden de sus órbitas del sistema solar interior hacia afuera del Sol (desde la izquierda: Mercurio, Venus, la Tierra y Marte)

Aunque todas las órbitas planetarias son elípticas, la órbita de Venus es la más parecida a una circunferencia, con una excentricidad inferior a un 1.2 %.
El ciclo entre dos elongaciones máximas (período orbital sinódico) dura 584 días. Después de esos 584 días Venus aparece en una posición a 72° de la elongación anterior. Dado que hay cinco períodos de 72° en una circunferencia, Venus regresa al mismo punto del cielo cada ocho años (menos dos días correspondientes a los años bisiestos). Este periodo era conocido como el ciclo Sotis en el Antiguo Egipto.
En la conjunción inferior, Venus puede aproximarse a la Tierra más que ningún otro planeta. El 16 de diciembre de 1850 alcanzó la distancia más cercana a la Tierra desde el año 1800, con un valor de 39 514 827 kilómetros (0.26413854 UA). Desde entonces nunca ha habido una aproximación tan cercana. Una aproximación casi tan cercana será en el año 2101, cuando Venus alcanzará una distancia de 39 541 578 kilómetros (0.26431736 UA).

### Rotación
Venus gira sobre sí mismo muy lentamente en un movimiento retrógrado, en el mismo sentido de las manecillas del reloj si se toma como referencia el polo norte, de este a oeste en lugar de oeste a este como el resto de los planetas (excepto Urano, que está muy inclinado), tardando en hacer un giro completo sobre sí mismo 243.187 días terrestres. No se sabe el porqué de la peculiar rotación de Venus. Si el Sol pudiese verse desde la superficie de Venus aparecería subiendo desde el oeste y posándose por el este, con un ciclo día-noche de 116.75 días terrestres y un año venusiano de menos de un día estelar (0.92 días estelares venusianos).
Además de la rotación retrógrada, los periodos orbital y de rotación de Venus están sincronizados de manera que siempre presenta la misma cara del planeta a la Tierra cuando ambos cuerpos están a menor distancia. Esto podría ser una simple coincidencia pero existen especulaciones sobre un posible origen de esta sincronización como resultado de efectos de marea afectando a la rotación de Venus cuando ambos cuerpos están lo suficientemente cerca.

### Periodo orbital sinódico

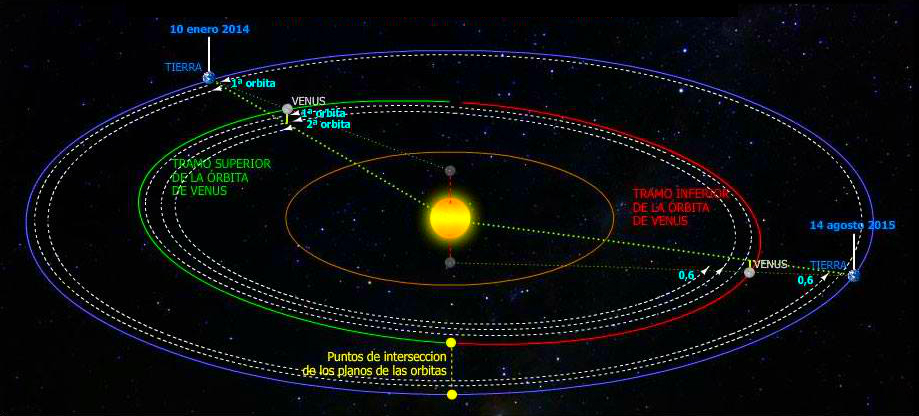
Movimiento orbital de Venus y la Tierra entre dos conjunciones inferiores de Venus o un periodo de ciclo sinódico. Mientras Venus da 2.6 órbitas, la Tierra da 1.6.

Es el periodo que transcurre entre dos conjunciones inferiores con la Tierra y dura 583.92 días o 584 días. Es el ciclo sinódico o año aparente. Tales días son terrestres y suman 1 año y 219 días, es decir que durante el periodo orbital sinódico de Venus la Tierra da 1 órbita y el 60 % de otra y Venus realiza 2 órbitas y el 60 % de otra y a la vez da 2.4 rotaciones. 584 días son estructurables en 8 periodos de 73. A su vez, el ciclo sinódico es la base del siguiente ciclo formado por 5 ciclos sinódicos entre 5 conjunciones inferiores durante las que la Tierra da 8 órbitas (menos 2 días) y Venus 13 (con 12 rotaciones), lo que significa que, cada vez que vemos a Venus, está en el mismo punto de la Eclíptica en el que estuvo hace 8 años y estará dentro de 8 años, o que 8 años terrestres equivalen a 13 venusinos.

### Movimiento retrógrado
Es en dirección Este, dura 6 semanas y su momento intermedio es la conjunción inferior. Por tanto se inicia 3 semanas antes de la conjunción inferior abarcando las 3 últimas semanas de un ciclo sinódico y concluye 3 semanas después de la conjunción abarcando las 3 primeras del siguiente. En el resto del ciclo sinódico Venus parece ir en línea recta hacia el Este durante 77 semanas y el momento intermedio es la conjunción superior. La suma de las 6 y las 77 semanas completan las 83 del ciclo sinódico. Este patrón se repite cada 83 semanas (584 días) hasta 5 veces en 8 años (acorde a las 5 conjunciones inferiores en 8 años). Es el efecto de que Venus —que se traslada más rápido que la Tierra— va en la misma dirección que la Tierra. La forma del trazo retrógrado es resultado de la suma del movimiento propio de Venus y del de traslación de la Tierra, y cada uno de los cinco es diferente porque depende del tramo de órbita por el que circule Venus ya que su órbita está inclinada y tiene dos tramos superior e inferior y cada uno un tramo ascendente y descendente. Así, aunque nos parecen movimientos desordenados son el efecto de que observamos de un punto de vista subjetivo y móvil (la Tierra) en una región espacial en la que ambos planetas siguen movimientos circulares a sus velocidades constantes marcando patrones regulares en el tiempo.

## Características físicas

### Atmósfera de Venus

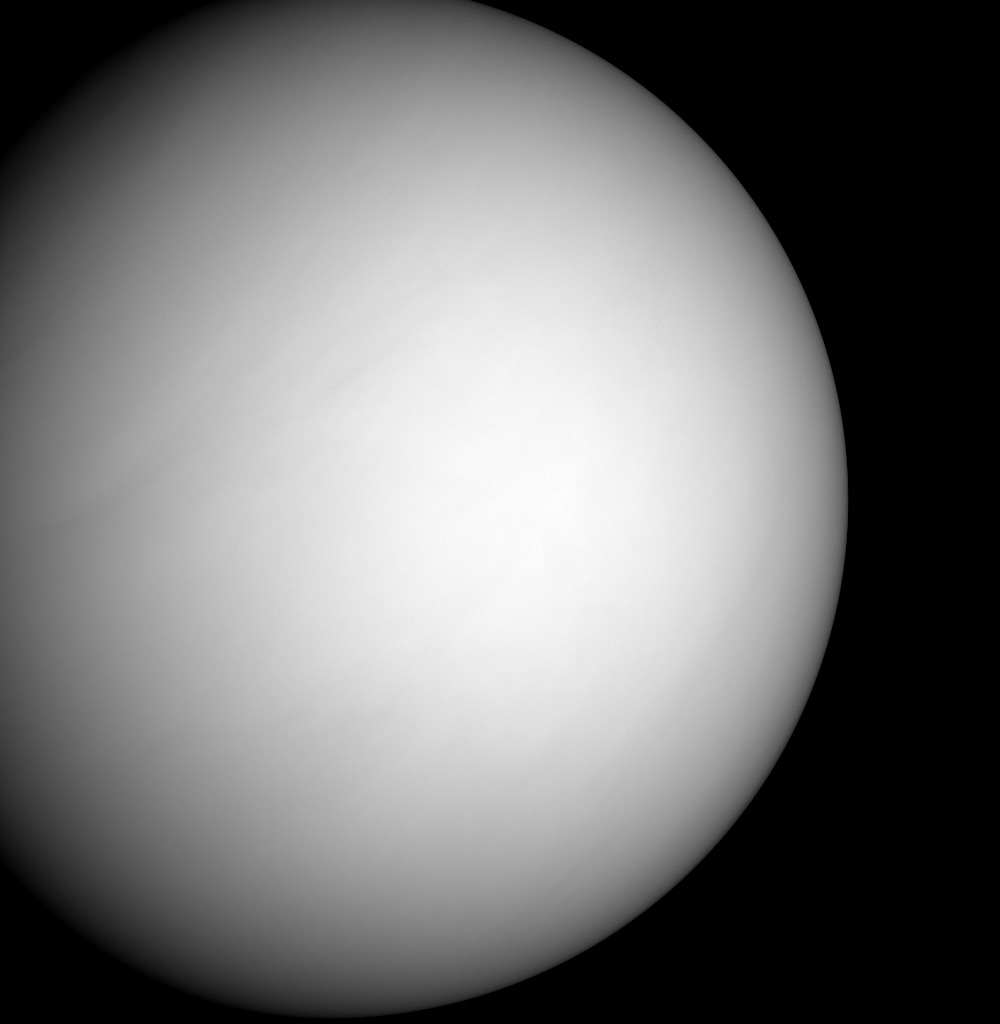
Vista casi global de Venus en color natural, tomada por la sonda espacial MESSENGER

Venus tiene una densa atmósfera, compuesta en su mayor parte por dióxido de carbono y una pequeña cantidad de nitrógeno. La presión a nivel de la superficie es noventa veces superior a la presión atmosférica en la superficie terrestre (una presión equivalente en la Tierra a la presión que hay sumergido en el agua a una profundidad de un kilómetro). La enorme cantidad de dióxido de carbono de la atmósfera provoca un fuerte efecto invernadero que eleva la temperatura de la superficie del planeta hasta cerca de 464 °C en las regiones menos elevadas cerca del ecuador. Esto hace que Venus sea más caliente que Mercurio, a pesar de hallarse a más del doble de la distancia del Sol que este y de recibir solo el 25 % de su radiación solar (2613.9 W/m² en la atmósfera superior y 1071.1 W/m² en la superficie). Debido a la inercia térmica de su masiva atmósfera y al transporte de calor por los fuertes vientos de su atmósfera, la temperatura no varía de forma significativa entre el día y la noche. A pesar de la lenta rotación de Venus (menos de una rotacion por año venusiano, equivalente a una velocidad de rotación en el Ecuador de solo 6.5 km/h), los vientos de la atmósfera superior circunvalan el planeta en un intervalo de solo 4 días, distribuyendo eficazmente el calor. Además del movimiento zonal de la atmósfera de oeste a este, hay un movimiento vertical en forma de célula de Hadley que transporta el calor del ecuador hasta las zonas polares e incluso a latitudes medias del lado no iluminado del planeta.

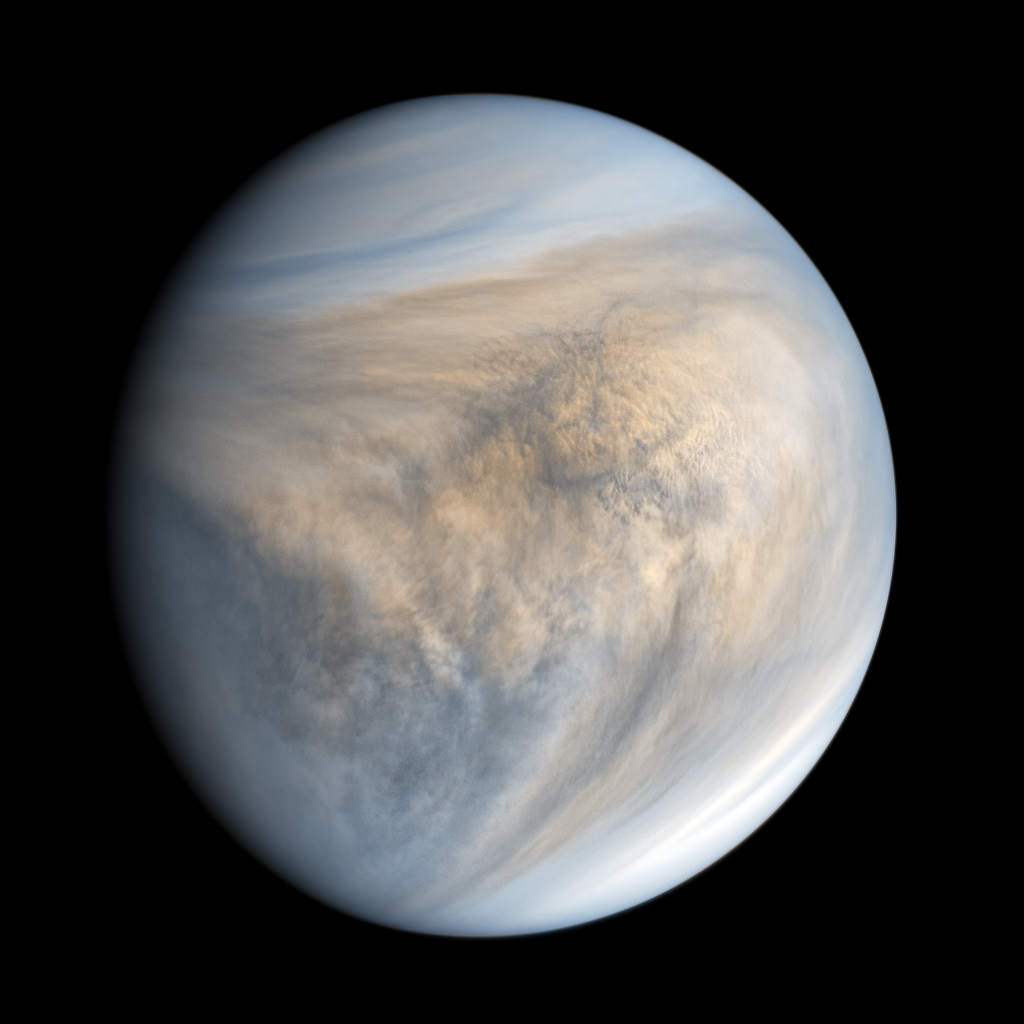
Estructura de nubes de la atmósfera de Venus, visible a través de imágenes ultravioleta. Venus está cubierta por una densa capa de nubes.

La radiación solar casi no alcanza la superficie del planeta. La densa capa de nubes refleja al espacio la mayoría de la luz del Sol y la mayor parte de la luz que atraviesa las nubes es absorbida por la atmósfera. Esto impide a la mayor parte de la luz del Sol que caliente la superficie. El albedo bolométrico de Venus es de aproximadamente el 60 %, y su albedo visual es aún mayor, lo cual concluye que, a pesar de encontrarse más cercano al Sol que la Tierra, la superficie de Venus no se calienta ni se ilumina como era de esperar por la radiación solar que recibe. En ausencia del efecto invernadero, la temperatura en la superficie de Venus podría ser similar a la de la Tierra. El enorme efecto invernadero asociado a la inmensa cantidad de dióxido de carbono en la atmósfera atrapa el calor provocando las elevadas temperaturas de este planeta.
Los fuertes vientos en la parte superior de las nubes pueden alcanzar los 350 km/h, aunque a nivel del suelo los vientos son mucho más lentos. A pesar de ello, y debido a la altísima densidad de la atmósfera en la superficie de Venus, incluso estos flojos vientos ejercen una fuerza considerable contra los obstáculos. Las nubes están compuestas principalmente por gotas de dióxido de azufre y ácido sulfúrico, y cubren el planeta por completo, ocultando la mayor parte de los detalles de la superficie a la observación externa. La temperatura en la parte superior de las nubes (a 70 km sobre la superficie) es de −45 °C. La medida promedio de temperatura en la superficie de Venus es de 464 °C. La temperatura de la superficie nunca baja de los 400 °C, lo que lo hace el planeta más caliente del sistema solar.

### Geología de Venus

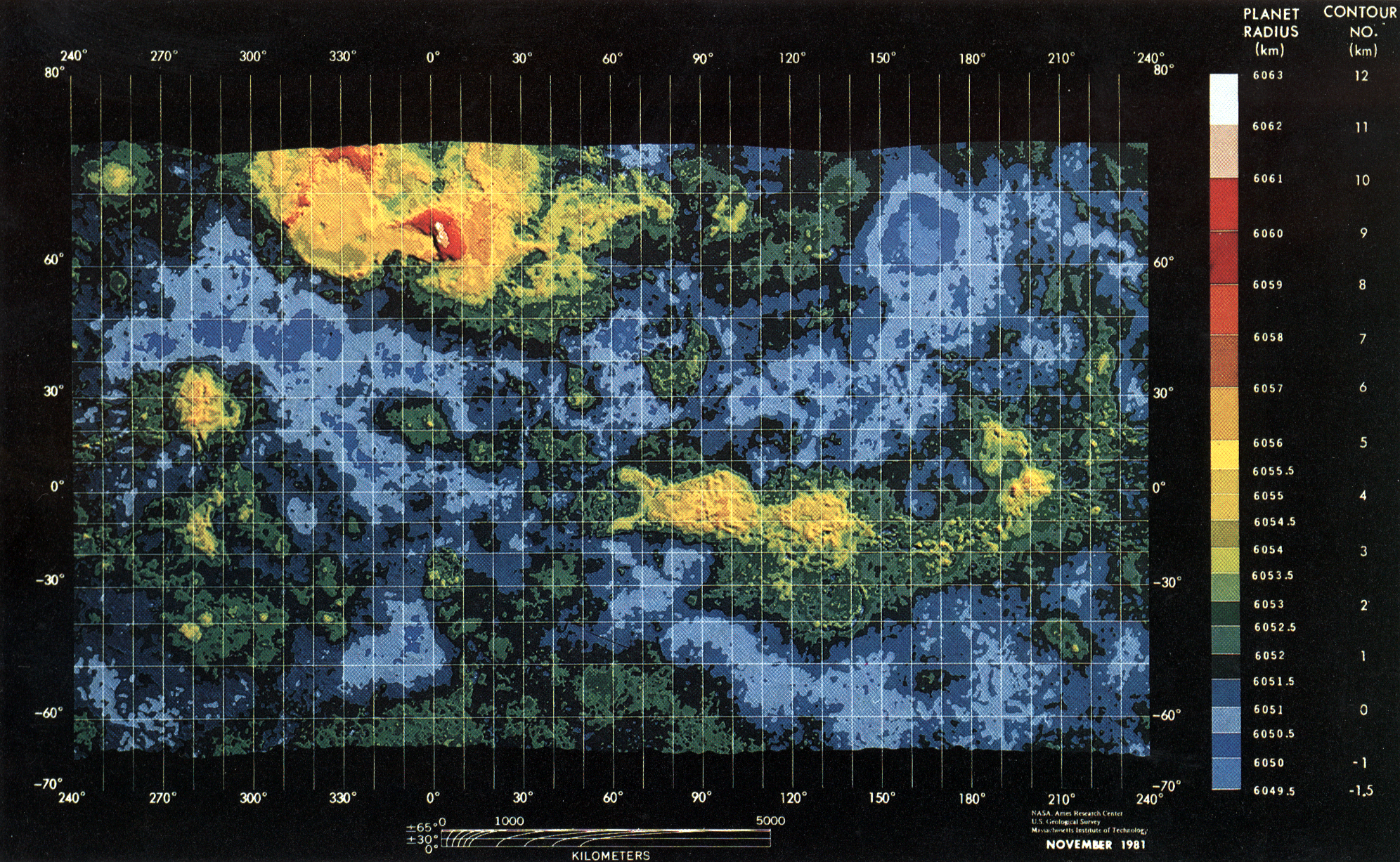
Mapa altimétrico de Venus realizado por la NASA

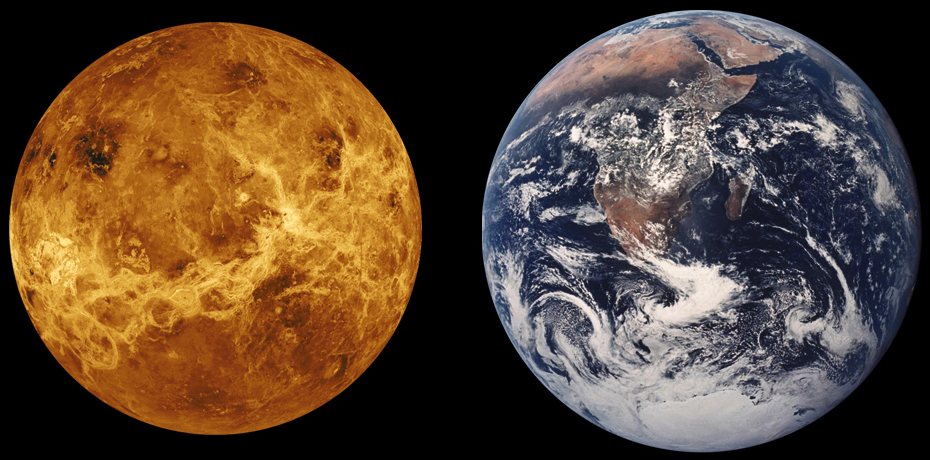
Comparación de Venus con la Tierra

Venus tiene una lenta rotación retrógrada, lo que significa que gira de este a oeste, en lugar de hacerlo de oeste a este como lo hacen la mayoría de los demás planetas mayores (Urano también tiene una rotación retrógrada, aunque el eje de rotación de Urano, inclinado 97.86°, prácticamente descansa sobre el plano orbital). Se desconoce por qué Venus es diferente en este aspecto, aunque podría ser el resultado de una colisión con un asteroide en algún momento del pasado remoto. Además de esta inusual rotación retrógrada, el período de rotación de Venus y su órbita están casi sincronizados, de manera que siempre presenta la misma cara a la Tierra cuando los dos planetas se encuentran en su máxima aproximación (5.001 días solares venusianos entre cada conjunción inferior). Esto podría ser el resultado de las fuerzas de marea que afectan a la rotación de Venus cada vez que los planetas se encuentran lo suficientemente cercanos, aunque no se conoce con claridad el mecanismo.
Venus tiene dos mesetas principales a modo de continentes, elevándose sobre una vasta llanura. La meseta norte se llama Ishtar Terra y contiene la mayor montaña de Venus (aproximadamente dos kilómetros más alta que el monte Everest), llamada Maxwell Montes en honor de James Clerk Maxwell. Ishtar Terra tiene el tamaño aproximado de Australia. En el hemisferio sur se encuentra Aphrodite Terra, mayor que la anterior y con un tamaño equivalente al de Sudamérica. Entre estas mesetas existen algunas depresiones del terreno, que incluyen Atalanta Planitia, Guinevere Planitia y Lavinia Planitia. Con la única excepción del monte Maxwell, todas las características distinguibles del terreno adoptan nombres de mujeres mitológicas.
La densa atmósfera de Venus provoca que los meteoritos se desintegren bruscamente en su descenso, aunque los más grandes pueden llegar a la superficie, originando un cráter si tienen suficiente energía cinética. A causa de esto, no pueden formarse cráteres de impacto más pequeños de 3.2 kilómetros de diámetro.
Aproximadamente el 90 % de la superficie de Venus parece consistir en un basalto recientemente solidificado (en términos geológicos) con muy pocos cráteres de meteoritos. Las formaciones más antiguas presentes en Venus no parecen tener más de 800 millones de años, siendo la mayor parte del suelo considerablemente más joven (no más de algunos cientos de millones de años en su mayor parte), lo cual sugiere que Venus sufrió un cataclismo que afectó su superficie no hace mucho tiempo en el pasado geológico.
El interior de Venus es probablemente similar al de la Tierra: un núcleo de hierro de unos 3000 km de radio, con un manto rocoso que forma la mayor parte del planeta. Según datos de los medidores gravitatorios de la sonda Magallanes, la corteza de Venus podría ser más dura y gruesa de lo que se había pensado. Se piensa que Venus no tiene placas tectónicas móviles como la Tierra, pero en su lugar se producen masivas erupciones volcánicas que inundan su superficie con lava «fresca». Otros descubrimientos recientes sugieren que Venus todavía está volcánicamente activo.

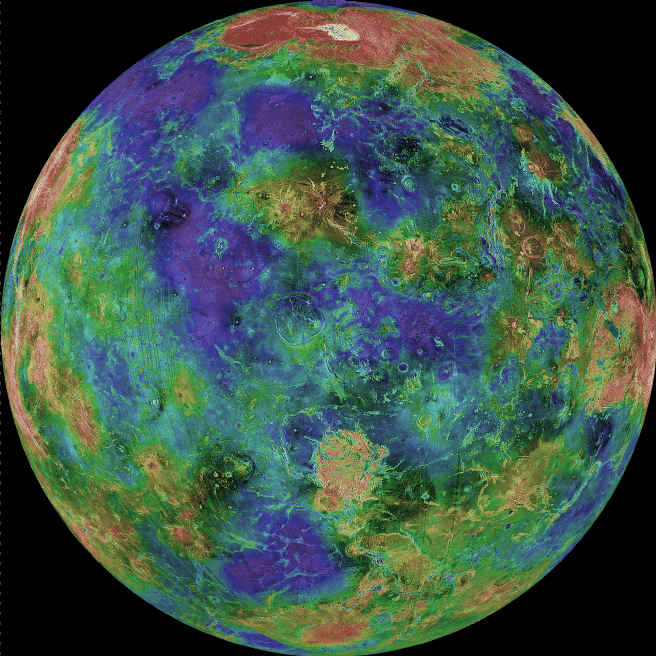
Gráfico de altitud y profundidad de la superficie de Venus.

El campo magnético de Venus es muy débil comparado con el de otros planetas del sistema solar. Esto se puede deber a su lenta rotación, insuficiente para formar el sistema de «dinamo interno» de hierro líquido. Como resultado de esto, el viento solar golpea la atmósfera de Venus sin ser filtrado. Se supone que Venus tuvo originalmente tanta agua como la Tierra pero que, al estar sometida a la acción del Sol sin ningún filtro protector, el vapor de agua en la alta atmósfera se disocia en hidrógeno y oxígeno, escapando el hidrógeno al espacio por su baja masa molecular. El porcentaje de deuterio (un isótopo pesado del hidrógeno que no escapa tan fácilmente) en la atmósfera de Venus parece apoyar esta teoría. Se supone que el oxígeno molecular se combinó con los átomos de la corteza (aunque grandes cantidades de oxígeno permanecen en la atmósfera en forma de dióxido de carbono). A causa de esta sequedad, las rocas de Venus son mucho más pesadas que las de la Tierra, lo cual favorece la formación de montañas mayores, profundos acantilados y otras formaciones.
Durante algún tiempo se creyó que Venus poseía un satélite natural llamado Neith, llamado así por la diosa Sais del Antiguo Egipto, cuyo velo ningún mortal podía levantar. Fue aparentemente observado por primera vez por Giovanni Cassini en 1672. Otras observaciones esporádicas continuaron hasta 1892, pero estos avistamientos fueron desacreditados (eran en su mayor parte estrellas tenues que parecían estar en el lugar correcto en el momento correcto), y hoy se sabe que Venus no tiene ningún satélite, si bien el asteroide 2002 VE68 casi lo es.

#### Agua y habitabilidad en el pasado
El Instituto Goddard de Estudios Espaciales de la NASA y otros han postulado que Venus pudo tener un océano poco profundo, con tanta agua como el terrestre, que contribuyera a mantener condiciones de habitabilidad durante un máximo de 2000 millones de años. Dependiendo de los parámetros suministrados a sus modelos teóricos, el agua líquida venusiana pudo terminar de evaporarse hace 715 millones de años. Hoy en día, toda el agua conocida en Venus está en forma de una pequeña cantidad de vapor atmosférico (20 ppm.) No obstante, la sonda Venus Express de la Agencia Espacial Europea detectó en 2008 que Venus todavía está perdiendo cantidades mensurables de hidrógeno, uno de los dos elementos constituyentes del agua.

### Estructura interna
Sin información sísmica o detalles, momento de inercia, existen pocos datos directos sobre la geoquímica y la estructura interna de Venus. Sin embargo, la similitud en tamaño y densidad entre Venus y la Tierra sugiere que ambos comparten una estructura interna afín: un núcleo, un manto, y una corteza. Al igual que la Tierra, se especula que el núcleo de Venus es al menos parcialmente líquido. El menor tamaño y densidad de Venus indica que las presiones en su interior son considerablemente menores que en la Tierra. La diferencia principal entre los dos planetas es la carencia de placas tectónicas en Venus, probablemente debido a la sequedad del manto y la superficie. Como consecuencia, la pérdida de calor en el planeta es escasa, evitando su enfriamiento y proporcionando una explicación viable sobre la carencia de un campo magnético interno.

## Observación y exploración de Venus

### Observaciones históricas
Venus es el astro más característico en los cielos de la mañana y de la tarde de la Tierra (después del Sol y la Luna), y es conocido desde la prehistoria. Uno de los documentos más antiguos que sobreviven de la biblioteca babilónica de Asurbanipal, datado sobre el 1600 a. C., es un registro de 21 años del aspecto de Venus (que los primeros babilonios llamaron Nindaranna). Los antiguos sumerios y babilonios llamaron a Venus «Dil-bat» o «Dil-i-pat»; en la ciudad mesopotámica de Akkad era la estrella de la madre-diosa Ishtar, y en chino su nombre es «Jīn-xīng» (金星), el planeta del elemento metal. Venus se consideró como el más importante de los cuerpos celestes observados por los mayas, que lo llamaron «Chak ek» (la gran estrella). En la Antigua Grecia Venus era una de las conocidas como «estrellas errantes». Pensaban que las apariciones matutinas y vespertinas de Venus eran de dos cuerpos diferentes, y les llamaron Héspero (o Véspero en latín) cuando aparecía en el cielo del Oeste al atardecer, y Fósforo o Heósforo cuando aparecía en el cielo del Este al amanecer. Aunque en época tardía ambos conceptos terninaron uniéndose en uno mismo. Como lucero también recibía el nombre de Lucifer o el Lucífero.

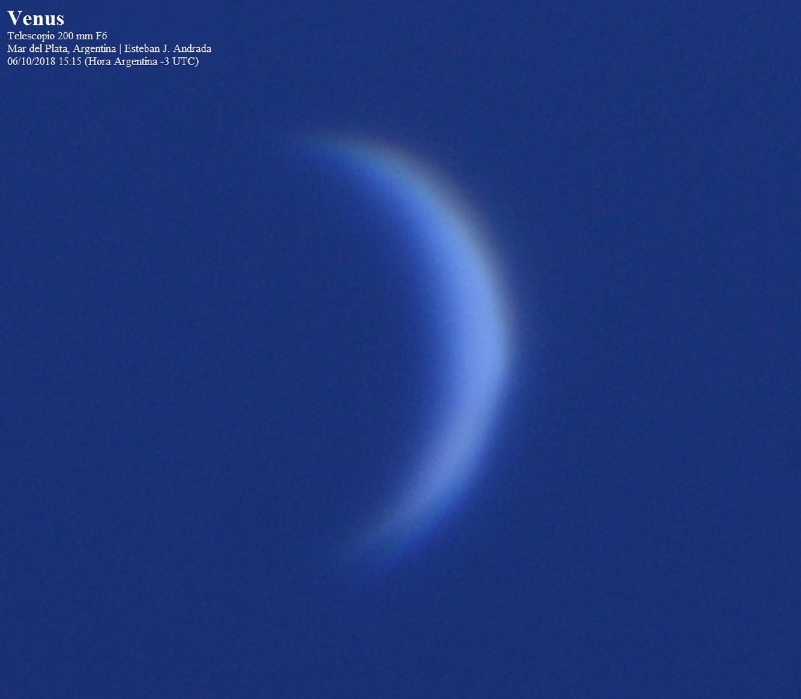
Venus fotografiado a través de un telescopio de 200mm, durante pleno día.

Al encontrarse la órbita de Venus entre la Tierra y el Sol, desde la Tierra se pueden distinguir sus diferentes fases de una forma parecida a las de la Luna. Galileo Galilei fue la primera persona en observar las fases de Venus en diciembre de 1610, una observación que sostenía la entonces discutida teoría heliocéntrica de Nicolás Copérnico. También anotó los cambios en el tamaño del diámetro visible de Venus en sus diferentes fases, sugiriendo que este se encontraba más lejos de la Tierra cuando estaba lleno y más cercano cuando se encontraba en fase creciente. Estas observaciones proporcionaron una sólida base al modelo heliocéntrico.

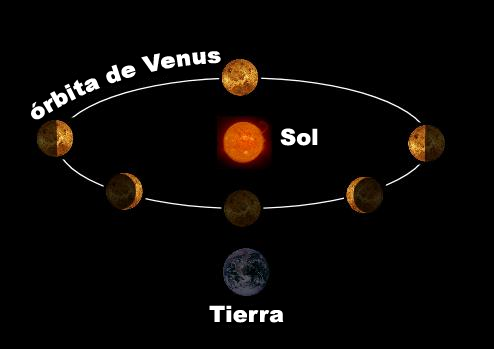
Fases de Venus observadas desde la Tierra

Venus es más brillante cuando el 25 % de su disco (aproximadamente) se encuentra iluminado, lo que ocurre 37 días antes de la conjunción inferior (en el cielo vespertino) y 37 días después de dicha conjunción (en el cielo matutino). Su mayor elongación y altura sobre el horizonte se produce aproximadamente 70 días antes y después de la conjunción inferior, momento en el que muestra justo media fase; entre estos intervalos, Venus es visible durante las primeras o últimas horas del día si el observador sabe dónde buscarlo. El período de duración del movimiento retrógrado de Venus es de unos cuarenta y dos días consecutivos, repartidos en ~21 días antes y ~21 días después de la conjunción inferior.
En raras ocasiones, Venus puede verse en el cielo de la mañana y de la tarde el mismo día. Esto sucede cuando se encuentra en su máxima separación respecto a la eclíptica y al mismo tiempo se encuentra en la conjunción inferior; entonces desde uno de los hemisferios terrestres se puede ver en los dos momentos. Esta oportunidad se presentó para los observadores del hemisferio norte durante unos días sobre el 29 de marzo de 2001, y lo mismo sucedió en el hemisferio sur el 19 de agosto de 1999. Estos eventos se repiten cada 8 años conforme al ciclo sinódico del planeta.

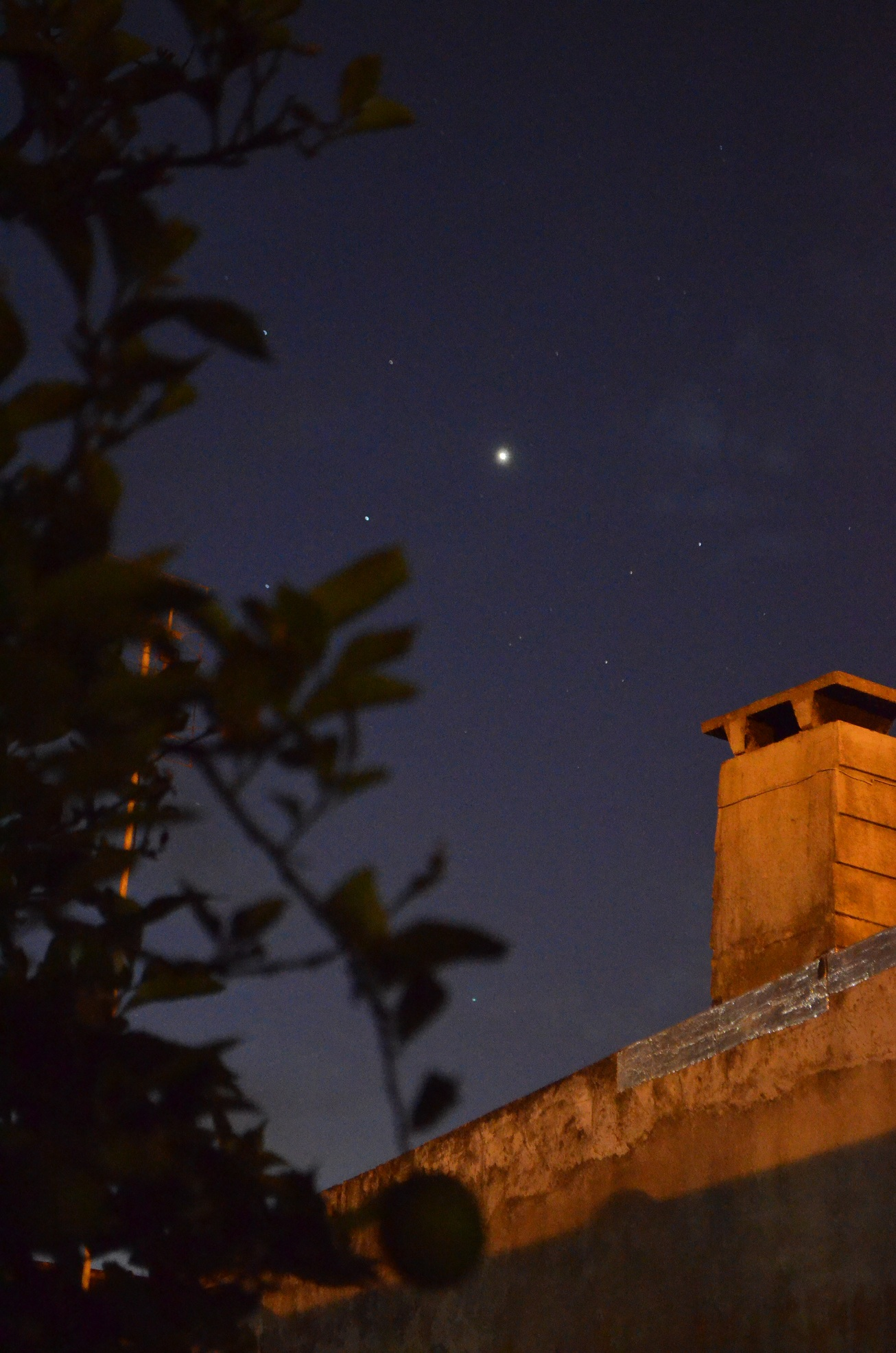
Venus, el lucero del atardecer, en una imagen desde Mar del Plata, Argentina, captada por un aficionado.

En el siglo XIX, muchos observadores atribuyeron a Venus un período de rotación aproximado de 24 horas. El astrónomo italiano Giovanni Schiaparelli fue el primero en predecir un período de rotación significativamente menor, proponiendo que la rotación de Venus estaba bloqueada por el Sol (lo mismo que propuso para Mercurio). Aunque realmente no es verdad para ninguno de los dos cuerpos, era una estimación bastante aproximada. El período de rotación de Venus fue observado por primera vez durante la conjunción de 1961 con radar desde una antena de 26 metros en Goldstone, California, desde el observatorio Jodrell Bank en el Reino Unido y en las instalaciones de espacio profundo de la Unión Soviética en Eupatoria. La precisión fue refinada en las siguientes conjunciones, principalmente desde Goldstone y Eupatoria. El hecho de que la rotación era retrógrada no fue confirmado sino hasta 1964.
Antes de las observaciones de radio de los años sesenta, muchos creían que Venus contenía un entorno como el de la Tierra. Esto era debido al tamaño del planeta y su radio orbital, que sugerían claramente una situación parecida a la de la Tierra, así como por la gruesa capa de nubes que impedían ver la superficie. Entre las especulaciones sobre Venus estaban las de que este tenía un entorno selvático o que poseía océanos de petróleo o de agua carbonatada. Sin embargo, las observaciones mediante microondas en 1956 por C. Mayer et al., indicaban una alta temperatura de la superficie (600 K). Extrañamente, las observaciones hechas por A. D. Kuzmin en la banda milimétrica indicaban temperaturas mucho más bajas. Dos teorías en competición explicaban el inusual espectro de radio: una de ellas sugería que las altas temperaturas se originaban en la ionosfera y la otra sugería una superficie caliente.
Uno de los fenómenos de la atmósfera de Venus observado por astrónomos desde la Tierra y aún no explicado es el de las llamadas luces Ashen.
El 14 de septiembre de 2020, la revista  Nature Astronomy anunció los posibles rastros de vida tras observar Fosfinas (PH3) en las capas altas de la atmósfera de Venus. Estas fosfinas solo podrían formarse mediante la acción del ser humano o como residuo metabólico de algunas bacterias. Esto indicaría que en esas altitudes podrían formarse colonias de bacterias demostrando por primera vez que la vida tal como se conoce en la tierra es posible en otros planetas.

### Tránsitos de Venus

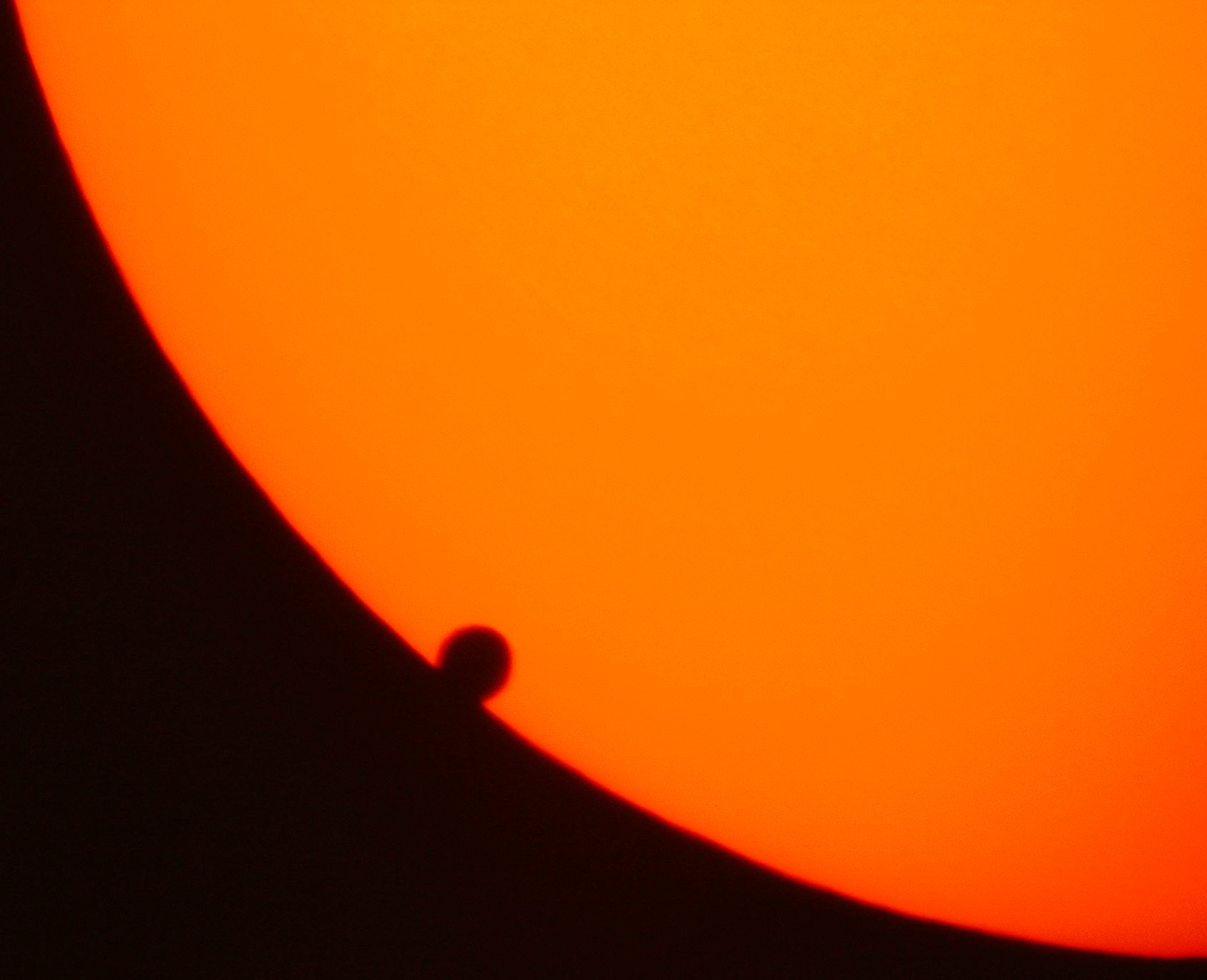
Tránsito de Venus sobre el disco solar.

Los tránsitos de Venus acontecen cuando el planeta cruza directamente entre la Tierra y el Sol y son eventos astronómicos relativamente raros. La primera vez que se observó este tránsito astronómico fue en 1639 por Jeremiah Horrocks y William Crabtree. El tránsito de 1761, observado por el científico ruso Mijaíl Lomonósov, proporcionó la primera evidencia de que Venus tenía una atmósfera, y las observaciones de paralaje del siglo XIX durante sus tránsitos permitieron obtener por primera vez un cálculo preciso de la distancia entre la Tierra y el Sol. Los tránsitos solamente pueden ocurrir en junio o diciembre, siendo estos los momentos en los que Venus cruza la eclíptica (al plano en el que la Tierra orbita alrededor del Sol), y suceden en pares a intervalos de ocho años, separados dichos pares de tránsitos por más de un siglo. El anterior par de tránsitos sucedió en diciembre de 1874 y diciembre de 1882, los más recientes han sido los de junio de 2004 y junio de 2012 y los próximos serán en diciembre de 2117 y diciembre de 2125.
El tránsito de Venus ocurre porque la órbita de Venus está inclinada 3.5 grados respecto a la de la Tierra de modo que el plano de la órbita de Venus se interseca con el de la Tierra en dos puntos que son opuestos, a modo de los puntos equinocciales de la órbita de la Tierra en relación con su propio plano ecuatorial. Venus pasa con frecuencia regular cada 584 días entre la Tierra y el Sol, pero el tránsito ocurre cuando Venus y la Tierra coinciden en alinearse en algo de esos dos puntos de intersección y pueden hacerlo dos veces seguidas en 8 años, como el caso de los tránsitos de 2004 y 2012. Dado que los encuentros de Venus y Tierra al mismo lado del Sol acusan una precesión de unos 2 días cada 8 años, la coincidencia de ambos en el punto de intersección ocurre cada un poco más de un centenar de años.

### Exploración espacial de Venus
La órbita de Venus es un 28 % más cercana al Sol que la de la Tierra. Por este motivo, las naves que viajan hacia Venus deben recorrer más de 41 millones de kilómetros adentrándose en el pozo gravitatorio del Sol, perdiendo en el proceso parte de su energía potencial. La energía potencial se transforma entonces en energía cinética, lo que se traduce en un aumento de la velocidad de la nave. Por otro lado, la atmósfera de Venus no invita a las maniobras de frenado atmosférico del mismo tipo que otras naves han efectuado sobre Marte, ya que para ello es necesario contar con una información extremadamente precisa de la densidad atmosférica en las capas superiores y, siendo Venus un planeta de atmósfera masiva, sus capas exteriores son mucho más variables y complicadas que en el caso de Marte.
La primera sonda en visitar Venus fue la sonda espacial soviética Venera 1 el 12 de febrero de 1961, siendo la primera sonda lanzada a otro planeta. La nave resultó averiada en su trayecto y la primera sonda exitosa en llegar a Venus fue la estadounidense Mariner 2, en 1962. El 1 de marzo de 1966, la sonda soviética Venera 3 se estrelló sobre Venus, convirtiéndose en la primera nave espacial en alcanzar la superficie del planeta. A continuación diferentes sondas soviéticas fueron acercándose cada vez más en el objetivo de posarse sobre la superficie venusiana. La Venera 4 entró en la atmósfera de Venus el 18 de octubre de 1967 y fue la primera sonda en transmitir datos medidos directamente en otro planeta. La cápsula midió temperaturas, presiones y densidades, y realizó once experimentos químicos para analizar la atmósfera. Sus datos mostraban un 95 % de dióxido de carbono, y en combinación con los datos de ocultación de la sonda Mariner 5, mostró que la presión en la superficie era mucho mayor de lo previsto (entre 75 y 100 atmósferas). El primer aterrizaje con éxito en Venus lo realizó la sonda Venera 7 el 15 de diciembre de 1970. Esta sonda reveló unas temperaturas en la superficie de entre 457 y 474 °C. La Venera 8 aterrizó el 22 de julio de 1972. Además de dar datos sobre presión y temperaturas, su fotómetro mostró que las nubes de Venus formaban una capa compacta que terminaba a 35 kilómetros sobre la superficie.

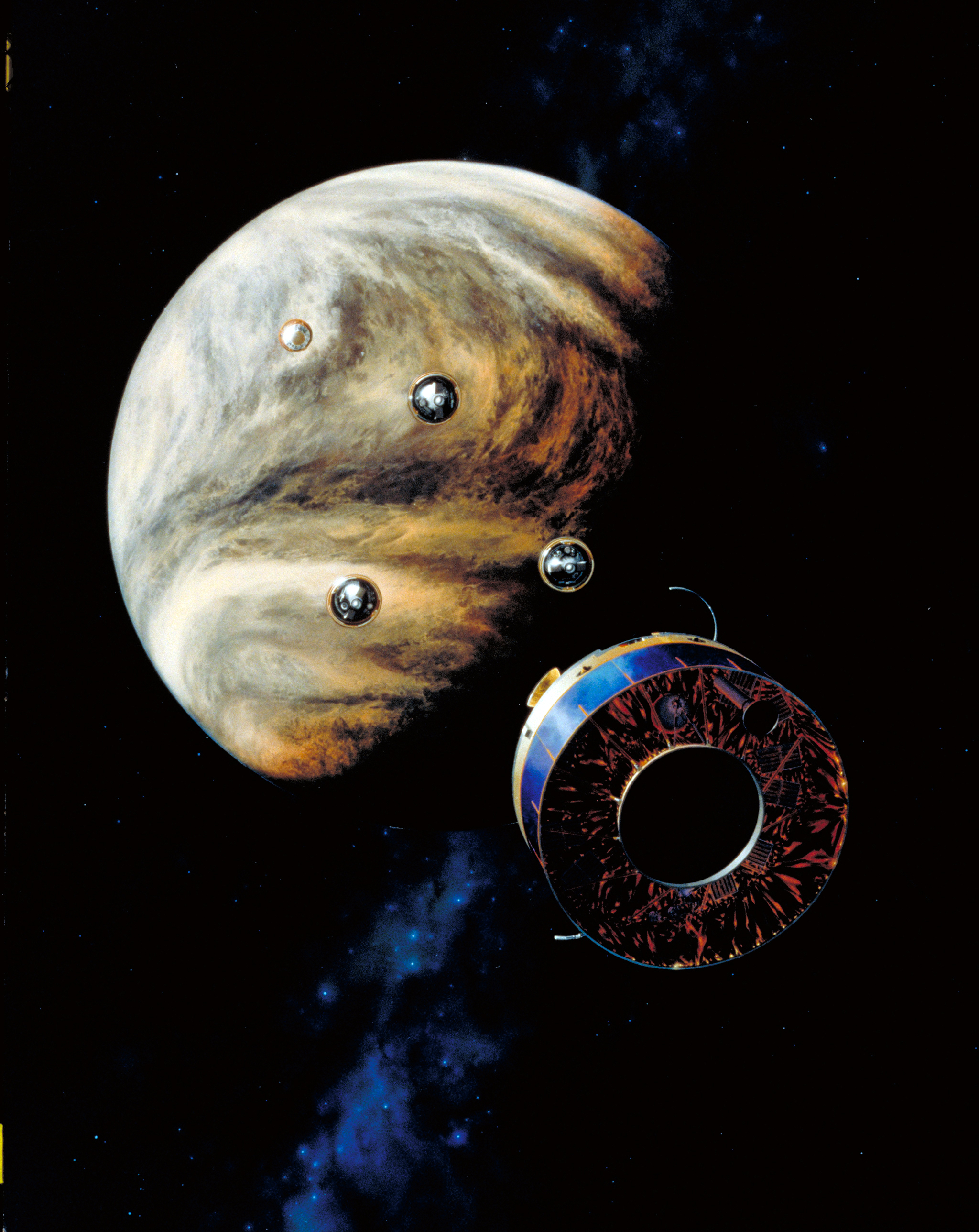
Recreación de la multisonda Pioneer con su orbitador principal y las tres sondas atmosféricas.

La sonda soviética Venera 9 entró en la órbita de Venus el 22 de octubre de 1975, convirtiéndose en el primer satélite artificial de Venus. Una batería de cámaras y espectrómetros devolvieron información sobre la capa de nubes, la ionosfera y la magnetosfera, así como mediciones de la superficie realizadas por radar. El vehículo de descenso de 660 kilogramos de la Venera 9 se separó de la nave principal y aterrizó, obteniendo las primeras imágenes de la superficie y analizando la corteza con un espectrómetro de rayos gamma y un densímetro. Durante el descenso realizó mediciones de presión, temperatura y fotométricas, así como de la densidad de las nubes. Se descubrió que las nubes de Venus formaban tres capas distintas. El 25 de octubre, la Venera 10 realizó una serie similar de experimentos.
En 1978, la NASA envió la sonda espacial Pioneer Venus. La misión consistía en dos componentes lanzados por separado: un orbitador y una multisonda. La multisonda consistía en una sonda atmosférica mayor y otras tres más pequeñas. La sonda mayor fue desplegada el 16 de noviembre de 1978, y las tres pequeñas lo fueron el 20 de noviembre. Las cuatro sondas entraron en la atmósfera de Venus el 9 de diciembre, seguidas por el vehículo que las portaba. Aunque no se esperaba que ninguna sobreviviera al descenso, una de las sondas continuó operando hasta 45 minutos después de alcanzar la superficie. El vehículo orbitador de la Pioneer Venus fue insertado en una órbita elíptica alrededor de Venus el 4 de diciembre de 1978. Transportaba 17 experimentos y funcionó hasta agotar su combustible de maniobra, momento en el que perdió su orientación. En agosto de 1992 entró en la atmósfera de Venus y fue destruida. Los estudios que se llevaron a cabo con el Pioneer Venus fueron principalmente sobre la Interacción de la Ionosfera de Venus con el Viento Solar.
La exploración espacial de Venus permaneció muy activa durante finales de los 70 y los primeros años de la década de los 80. Se comenzó a conocer en detalle la geología de la superficie de Venus, y se descubrieron volcanes ocultos inusualmente masivos denominados como coronae y arachnoids. Venus no presenta evidencias de placas tectónicas, a menos que todo el tercio norte del planeta forme parte de una sola placa. Las dos capas superiores de nubes resultaron estar compuestas de gotas de ácido sulfúrico, aunque la capa inferior está compuesta probablemente por una solución de ácido fosfórico. Las misiones Vega desplegaron globos aerostáticos que flotaron a unos 53 kilómetros de altitud durante 46 y 60 horas respectivamente, viajando alrededor de un tercio del perímetro del planeta. Estos globos midieron velocidades del viento, temperaturas, presiones y densidad de las nubes. Se descubrió un mayor nivel de turbulencias y convección de lo esperado, incluyendo ocasionales baches con caídas de uno a tres kilómetros de las sondas.

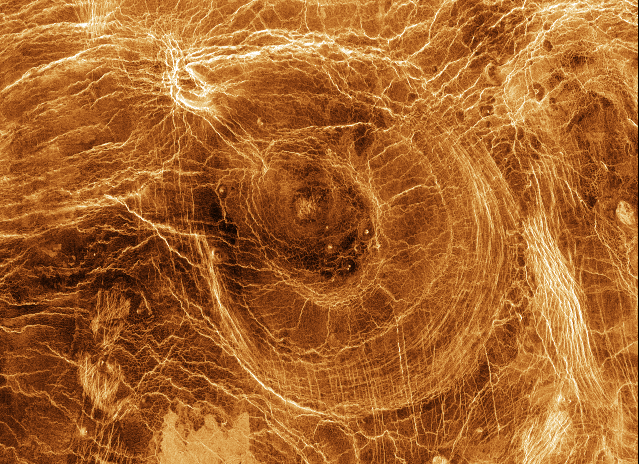
Imagen de la superficie de Venus obtenida por radar por la sonda Magallanes.

El 10 de agosto de 1990, la sonda estadounidense Magallanes llegó a Venus, realizando medidas por radar de la superficie del planeta y obteniendo mapas de una resolución de 100 m en el 98 % del planeta. Después de una misión de cuatro años, la sonda Magallanes, tal como estaba planeado, se sumergió en la atmósfera de Venus el 11 de octubre de 1994 y se vaporizó en parte, aunque se supone que algunas partes de la misma alcanzaron la superficie del planeta. Desde entonces, varias sondas espaciales en ruta hacia otros destinos han usado el método de sobrevuelo de Venus para incrementar su velocidad mediante el impulso gravitacional. Esto incluye a las misiones Galileo a Júpiter, la Cassini-Huygens a Saturno (con dos sobrevuelos) y la MESSENGER a Mercurio (dos sobrevuelos).
La Agencia Espacial Europea maneja una misión llamada Venus Express, que estudia la atmósfera y las características de la superficie desde la órbita. La Venus Express fue lanzada desde el Cosmódromo de Baikonur (Kazajistán) el 9 de noviembre de 2005, y pese a que se esperaba que permaneciese operativa hasta diciembre de 2009, la ESA decidió prolongar oficialmente la misión hasta 2015. La Agencia Japonesa de Exploración Aeroespacial (JAXA) lanzó la misión PLANET-C el 20 de mayo de 2010, pero debido a que la sonda no desaceleró lo suficiente para entrar en la órbita del planeta Venus, pasó de largo y entró en órbita solar. Después de realizar la última serie de maniobras en agosto de 2015, se programó el encuentro de la sonda con Venus para el 7 de diciembre de 2015. El segundo intento resultó exitoso, situándose la sonda en órbita de Venus.

## Terraformación de Venus

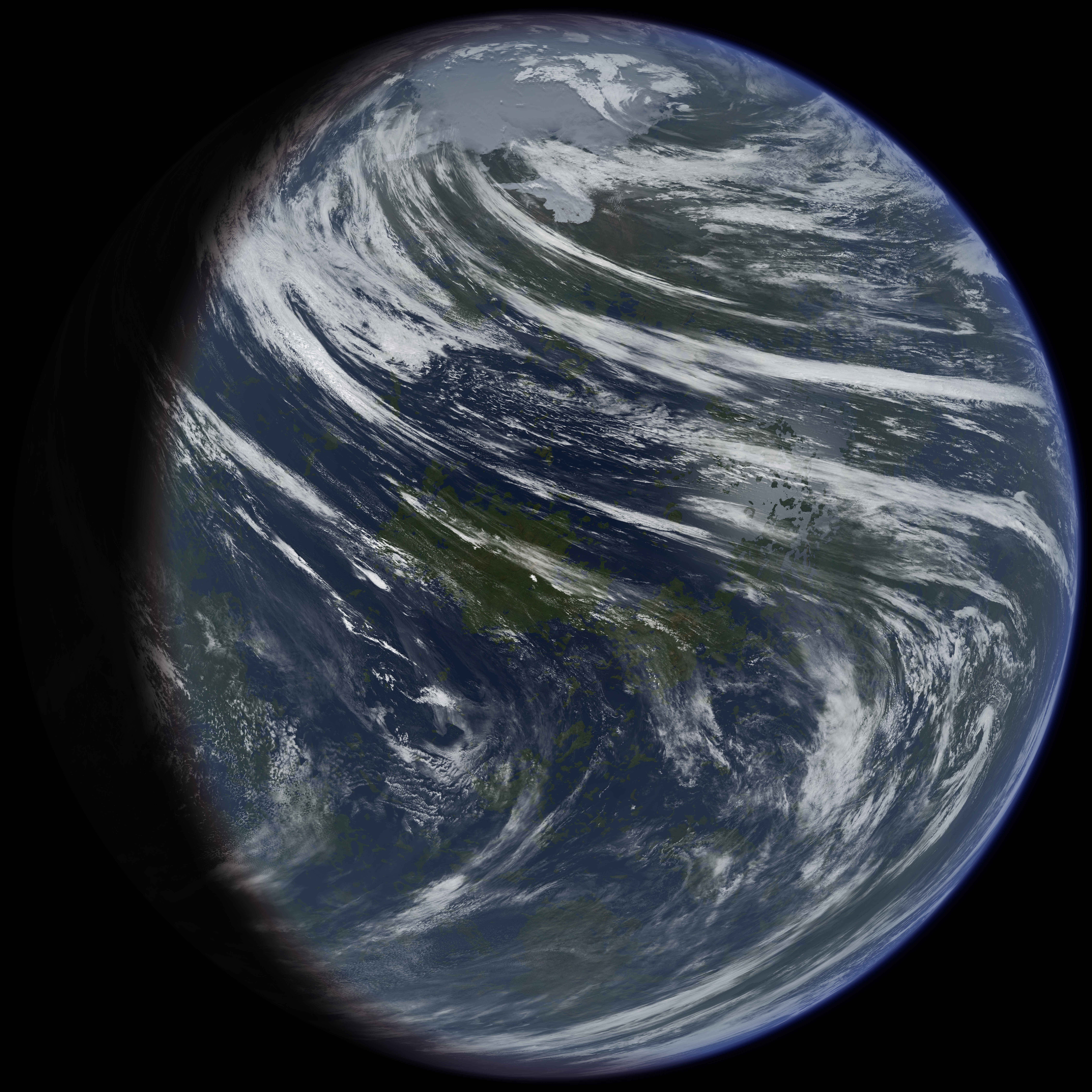
Concepción artística de Venus terraformado

La terraformación de Venus es el proceso teórico por el cual modificar su ambiente para hacerlo habitable por el ser humano.
El astrónomo Carl Sagan fue quien propuso por primera vez desde un punto de vista científico la terraformación de Venus, en un artículo llamado The Planet Venus, en 1961.
Para terraformar Venus se necesitaría:
- Reducir su temperatura superficial, estimada de 464 °C.
- Transformar o eliminar la mayor parte de su atmósfera, compuesta principalmente de dióxido de carbono y dióxido de azufre, y con una densidad de 9.2 MPa (91 atm).
- Añadir o extraer oxígeno del planeta.
- Acelerar su rotación a solo veinticuatro horas, con lo que se activaría su campo magnético (para proteger al planeta de la radiación espacial y mantener su atmósfera).
- Aumentar el albedo con gases atmosféricos que reflejasen el exceso de luz.

Venus es, de hecho, el segundo blanco para la terraformación y expansión al espacio.

## Colonización de Venus

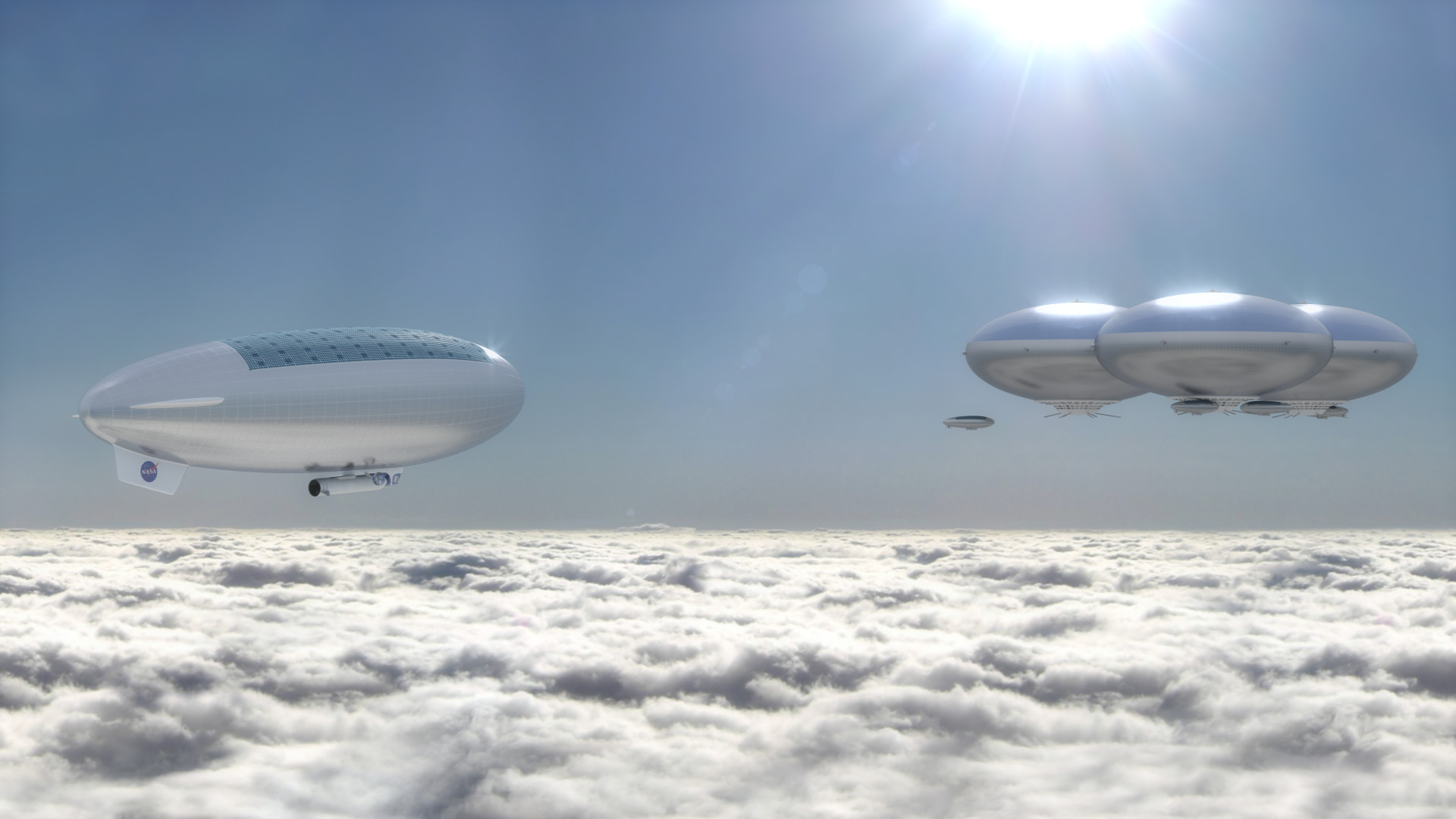
Representación artística de un puesto flotante tripulado en Venus del concepto operacional Venus de gran altitud (HAVOC) de la NASA.

Si bien las condiciones de la superficie de Venus son inhóspitas, la presión atmosférica y la temperatura a 50 km sobre la superficie son similares a las de la superficie de la Tierra. Con esto en mente, el ingeniero soviético Serguéi Zhitomirskiy (Сергей Житомирский, 1929–2004) en 1971 y el ingeniero aeroespacial de la NASA Geoffrey A. Landis en 2003 sugirieron el uso de aerostatos para la exploración tripulada y posiblemente para la exploración permanente como «ciudades flotantes» en la atmósfera de Venus, una alternativa a la idea popular de vivir en superficies planetarias como Marte. Entre los muchos desafíos de ingeniería para cualquier presencia humana en la atmósfera de Venus están las cantidades corrosivas de ácido sulfúrico en la atmósfera.
El Concepto Operativo de Gran Altitud de Venus (High Altitude Venus Operational Concept, HAVOC) de la NASA es un concepto de misión que propuso un diseño de aerostato tripulado.